# Empoascanara gracilis
Empoascanara gracilis är en insektsart som beskrevs av Irena Dworakowska 1992. Empoascanara gracilis ingår i släktet Empoascanara och familjen dvärgstritar. Inga underarter finns listade i Catalogue of Life.